# فدریکو ایزولا
فدریکو ایزولا (ایتالیایی: Federica Isola؛ زادهٔ ۲۷ سپتامبر ۱۹۹۹) شمشیرباز اهل ایتالیا است.